# Fritz Gosslau
Fritz Gosslau (* 25. März 1898 in Berlin; † 1. Dezember 1965 in Grünwald) war in den 1930er Jahren Versuchsingenieur bei den Gerhard-Fieseler-Werken und wurde insbesondere wegen seiner Arbeit in Zusammenhang mit der Fieseler Fi 103 (V1) bekannt.

## Leben
Gosslau beendete sein Ingenieursstudium an der Technischen Hochschule Berlin 1923 mit dem Diplom. 1926 promovierte er über das Thema „Rechnerische und experimentelle Untersuchungen über Wärmebeherrschung und Leistungssteigerung in luftgekühlten Flugmotorenzylindern“. Bei der Firma Siemens wirkte Gosslau bis in die 1930er Jahre an der Entwicklung von Flugmotoren mit und wechselte dann zur Argus Motoren Gesellschaft, als Siemens die Produktion von Flugmotoren aufgab. Bei Argus war Gosslau am Bau der Flugmotoren Argus As 410 und As 411 in Großserie und an der Konstruktion eines luftgekühlten Motors mit 24 Zylindern und 3500 PS beteiligt.
Anfang 1937 entwickelte Gosslau Vorschläge für ferngesteuerte, unbemannte Flugkörper für „militärische Sonderaufgaben“. Ein derartiges ferngesteuertes Zielflugzeug absolvierte seinen Erstflug am 14. Juli 1939. Am 9. November 1939 schlug Gosslau die Entwicklung eines motorisierten Tragflügel-Ferngeschosses vor. Dieses sollte eine Reichweite von mehreren hundert Kilometern und durch Funknavigation eine hohe Treffsicherheit haben. Gosslau griff hierzu die Idee des Pulsationsschubrohres auf und brachte es in systematischen Versuchen zu einer Serienreife mit hoher Zuverlässigkeit. Ab 1942 war Gosslau an der Entwicklung der Fieseler Fi 103 beteiligt, einem unbemannten, sprengstoffbeladenen Flugzeug, auch unter dem Namen V1 bekannt. Die V1 wurde gegen Ende des Zweiten Weltkrieges unter anderem gegen die Städte London und Antwerpen eingesetzt und forderte dort Opfer unter der Zivilbevölkerung.
Nach Kriegsende widmete sich Gosslau ab 1948 als Chefkonstrukteur bei der Firma Dürkopp dem Bau von Motorrädern. 1954 wechselte er zu den Ernst Heinkel Flugzeugwerken und übernahm dort die Entwicklung neuer Triebwerke. 1958 wurde die Triebwerksentwicklung der Firmen Heinkel und Messerschmitt bei den Junkers Flugzeug- und Motorenwerken zusammengefasst. Gosslau war ab diesem Zeitpunkt Geschäftsführer von Junkers, nach der Umwandlung zur Aktiengesellschaft dann bis 1963 technischer Vorstand der Münchner Firma.